# Szimeon Szimeonov
Szimeon Ivanov Szimeonov (bolgárul: Симеон Иванов Симеонов, Szófia, 1946. március 26. – Szófia, 2000. november 2.) bolgár válogatott labdarúgókapus.
A bolgár válogatott tagjaként részt vett az 1966-os, az 1970-es és az 1974-es világbajnokságon.

## Sikerei, díjai
Szlavija Szofija
- Bolgár kupa (1): 1965–66

Egyéni
- Az év bolgár labdarúgója (1): 1968